# Snežnik
Snežnik (1796 m) je široka, velika kraška planota (85 km²), najvišja nealpska planota v Sloveniji, ki proti severozahodu preide v Javornike, proti jugovzhodu v Gorski kotar, na severozahodni meji na Zgornjo Pivko, na jugozahodu na dolino Reke, na vzhodu na Babno polje in Loško dolino. Vsako leto obišče Snežnik približno 50.000 turistov.

## Geološka zgradba in površje
Površje je močno zakraselo, prevladuje kredni apnenec, na vrhu Snežnika je precej jurskega apnenca, ki se pojavlja tudi na območju Gomanc. Dolomita je malo. Snežnik ima narivno zgradbo, čelo nariva poteka po južni strani planote od Knežaka do državne meje in še čez.
Prevladujejo višine 800–1400 m, osrednja gmota Snežnika z vrhovi Veliki Snežnik (1796 m), Mali Snežnik (1694 m) in vmesnim Srednjim Snežnikom (1719 m), pa tudi Grčovskim (1684 m), Kindlerjevim (1680 m) in Holarinski vrhom (1559 m), Karolinovim vrhom (1624 m), Glavico (1598 m) in Kališkim vrhom (1593 m), se vzpenja višje, medtem ko je izven osrednje gmote najvišja Travica (1503 m) v bližini Jelenove luže v jugozahodnem delu planote, ki je najjužnejši slovenski tisočpetstotak. Nekoliko nižji vrhovi v masivu so Lom (1484 m), Ždrocle (1478 m), Planinc (1479 m), ? (1476 m), Zadnje omanice (1475 m), Peščina (1365 m), Zatrep (1457 m), Prnjava (1448 m), Grčovec (1443 m), Bukov vrh (1437 m), Praprotnica (1432 m), Dušovec (1430 m), Ilovca (1416 m), Grohot (1404 m), Gašperjev hrib (1402 m), Medvedova glava (1396 m), Mavrov vrh (1394 m), Cifre (1391 m), Žaknovec (1390 m), Lavrihov vrh (1390 m), Argan (1388 m), Rebri (1386 m) Udnik-pri Sviščakih (1381 m), Cifre (1381 m), Vrh Pekla (1372 m), Bukovec (1370 m), Kruljčev vrh (1367 m), Mavrova reber (1366 m), Kameni vrh (1361 m), Vrh Sežanje (1356 m), Pravdenjak (1355 m), Timani vrh (1351m), Mačkov vrh (1341m), Brešce (1340 m), Tjura (1336 m), Jesenovec (1328 m), Mali pomočnjak (1328 m), Klešče (1308 m), Strmi griči (1306 m), Veliki Razbor (1300 m), Orlovica (1299 m), Dedna gora (1293 m), Mlačica (1279 m), Škodovnik (1260 m), Strgarija (1254 m), Velika Ojstrica (1250 m), Petehovec (1241 m), Bička gora (1236 m), Šintovnik (1216 m). V zadnji ledeni dobi je dele Snežnika zajela poledenitev. Na več mestih so nastale neizrazite morene ali pobočna melišča. Največ ledenodobnih usedlin je ohranjenih na Gomancah. Tam so se v jezeru za moreno odložili peski, mivka in plastovite gline. Kraško površje pa je poleg pleistocenske poledenitve oblikovalo predvsem kemično raztapljanje apnenca. Pokrajina je v grobem uravnana, v drobnem pa razjedena. Površinske kraške oblike so velike, tudi nad 100 m globoke kraške doline (Leskova dolina, Mašun, Grda draga, Smrekova draga/Pekel, Črna draga). Svet je težko prehoden, večje in manjše vrtače se pojavljajo precej na gosto, na površju je veliko žlebičev, škavnic in škrapelj. Znanih je okrog 300 kraških jam in brezen, najgloblje je brezno Bogomila Brinška (506 m).

## Podnebje
Kljub veliki namočenosti je planota brez površinskih vod. Del padavin odteka proti izvirom Reke, v Pivško kotlino, na Loško polje, del pa proti Čabranki, Kolpi in Rječini. Zaradi nenaseljenosti je voda Bistrice, Podstenjška in Obrha primerna za vodno oskrbo.
Snežnik spada med najbolj namočene dele v Sloveniji, letno pade do 3000 mm padavin, na območju Gomanc tudi do 4000 mm letno. Največ padavin je v hladni polovici leta, predvsem novembra, decembra in januarja, najmanj pa julija in avgusta. Večina zimskih padavin je v obliki snega, ki obleži v globljih vrtačah in kraških kotanjah do poletja. Največ snega so izmerili leta 1976, in sicer 178 cm. Zaradi višine in obilnih padavin so temperature nižje, k svežini prispeva znatna prevetrenost, precejšnja oblačnost, veliko število deževnih dni in manj sončnega obsevanja. Na meteorološki postaji Gomance je srednja letna temperatura 6,7 °C, julijska okrog 15,5 °C, januarska pa -3,5 °C. Na leto je 127 dni s povprečnimi temperaturami pod lediščem. Pogosto se pojavlja žled.

## Prst, flora in favna
Na apnencu je nastala tenka in nesklenjena odeja prsti, prevladuje kamnito površje, več prsti je na morenah in grušču v dnu večjih kotanj. Na jugozahodne strani med Zgornjo Pivko in dolino Reke so bili gozdovi izkrčeni v obsežne pašnike za pašo drobnice. Pasli so tudi po gozdovih do vrha Velikega Snežnika. V sklenjenih gozdovih prevladuje dinarski gozd bukve in jelke, zlasti v nadmorski višini 700–1200 m. Porašča večji del planote, na severni strani sega do dolin, nižje preide v dinarske podgorske bukove sestoje. V višinah 1400–1600 m so zelo razširjene združbe visokogorskih bukovih gozdov, ki segajo do gozdne meje. Najvišje vrhove Snežnika porašča rušje ali trava.
Nenaseljenost in težka dostopnost zaradi drobne površinske razčlenjenosti sta dolgo ovirali izkoriščanje lesnega bogastva, zato so  marsikje  ohranjene avtohtone gozdne združbe. V 20. stoletje se je s prometom po železnici odprlo široko tržišče in začelo intenzivnejše izrabljanje. Za ohranitev dinarskih visokogorskih bukovih gozdov je bil ustanovljen gozdni rezervat Ždrocle, ki leži na južnih obronkih Snežnika v nadmorski višini od 1300 do 1478 m. Od leta 2007 je na seznamu Unescove svetovne dediščine pod nazivom Starodavni prvobitni bukovi gozdovi Karpatov in drugih delov Evrope. Gosta mreža gozdnih cest omogoča odvažanje lesa v lesnopredelovalne obrate na obrobju planote.
Flora snežniške planote je srednjeevropska, z močno primesjo južnoevropskih vrst, nad gozdno mejo je visokogorska. Sestavljajo jo vrste iz Alp in z Balkanskega polotoka, zlasti iz Dinarskega gorovja. Geobotanično je zanimiv vegetacijski obrat v ulekninah in kraških kotanjah na severni strani planote. Robove kotanj prerašča bukovje, nižje prevladujejo čisti smrekovi sestoji, ki jim proti dnu sledi rušje in trava. V obsežnih gozdovih živijo številne živalske vrste, tudi velike zveri (volk, ris, rjavi medved). Čezmerno namnožena srnjad in jelenjad ter ponovno naseljeni mufloni delajo v gozdovih z objedanjem vršičkov precejšnjo škodo.

### Ptice
Na območju Snežnik–Pivka so prisotni:
| Ime                   | Gnezdenje v Snežniku-Pivki | Volovja reber | Opombe                                           |
| --------------------- | -------------------------- | ------------- | ------------------------------------------------ |
| triprsti detel        | 30–40 parov                |               | prisoten v bukovih gozdovih                      |
| belohrbti detel       | 15–25 parov                |               | [ 6 ]                                            |
| veliki skovik         | 40–50 parov                | gnezdi        |                                                  |
| kotorna               | 10–20 parov                | gnezdi        |                                                  |
| slegur                | 40–50 parov                | gnezdi        | Najvišja gostota v Sloveniji                     |
| kačar                 | 1–3 pari                   | gnezdi        | Redek v Sloveniji                                |
| rjava cipa            | 5–10 parov                 |               | Redka v Sloveniji                                |
| travniška cipa        |                            | zimski gost   | [ 8 ]                                            |
| planinski orel        | 1 par                      | gnezdi        | Edini par v regiji, prisoten okrog vrha Snežnika |
| velika uharica        | 2–3 pari                   | gnezdi        |                                                  |
| črna štorklja         | 2 para                     | prelet        |                                                  |
| kosec                 | 17–25 parov                | gnezdi        |                                                  |
| sokol selec           | 3–4 pari                   | gnezdi        | prisoten okrog vrha Snežnika                     |
| mali skovik           | 10–20 parov                |               |                                                  |
| mala tukalica         | 2–5 parov                  |               |                                                  |
| divji petelin         | 10–20 samcev               |               | Prisoten pod Malim Snežnikom                     |
| sršenar               | 10–15 parov                | gnezdi        |                                                  |
| smrdokavra            | 30–50 parov                | gnezdi        |                                                  |
| pivka                 | 30–50 parov                | gnezdi        |                                                  |
| gozdni jereb          | 30–60 parov                | gnezdi        |                                                  |
| koconogi čuk          | 40–70 parov                |               |                                                  |
| črna žolna            | 50–80 parov                | gnezdi        |                                                  |
| prepelica             | 50–100 parov               | gnezdi        |                                                  |
| beloglavi jastreb     | 90–100 parov               | prelet        |                                                  |
| veliki strnad         | 100–200 parov              | gnezdi        |                                                  |
| repaljščica           | 100–200 parov              | gnezdi        |                                                  |
| kozača                | 140–200 parov              | gnezdi        | Najvišja gostota v Evropi                        |
| skalni strnad         | 400–500 parov              | gnezdi        |                                                  |
| podhujka              | 100–200 parov              | gnezdi        |                                                  |
| hribski škrjanec      | 350–460 parov              | gnezdi        | Najvišja gostota v Sloveniji                     |
| pisana penica         | 530–890 parov              | gnezdi        |                                                  |
| poljski škrjanec      | 500–1000 parov             | gnezdi        | Najvišja gostota v Sloveniji                     |
| rjavi srakoper        | 1000–1700 parov            | gnezdi        | Najvišja gostota v Sloveniji                     |
| kupčar                | N/A                        | gnezdi        | Edino gnezdišče izven Alp pri nas                |
| repnik                |                            | gnezdi        | Gnezdi, visoka gostota                           |
| drevesna cipa         |                            | gnezdi        | Gnezdi, ena najvišjih gostot v Sloveniji         |
| ribji orel            |                            | prelet        | Redek v Sloveniji                                |
| mali orel             |                            | prelet        | Redek v Sloveniji                                |
| svetlooka penica      |                            | gnezdi        | Edino gnezdišče v Sloveniji                      |
| navadna postovka      |                            | gnezdi        | prisotna okrog vrha Snežnika                     |
| kanja                 |                            | gnezdi        | [ 8 ]                                            |
| kragulj               |                            | gnezdi        | [ 8 ]                                            |
| skobec                |                            | gnezdi        | [ 8 ]                                            |
| krokar                |                            | gnezdi        | [ 8 ]                                            |
| škrjančar             |                            | gnezdi        | [ 8 ]                                            |
| mala uharica          |                            | gnezdi        | [ 8 ]                                            |
| vinski drozg          |                            | zimski gost   | [ 8 ]                                            |
| bela štorklja         |                            | prelet        | [ 8 ]                                            |
| krekovt               |                            | gnezdi        | [ 8 ]                                            |
| kukavica              |                            | gnezdi        | [ 8 ]                                            |
| šmarnica              |                            | prelet        | prisotna vse do vrha Snežnika                    |
| siva gos              |                            | prelet        | [ 8 ]                                            |
| črni škarnik          |                            | prelet        | [ 8 ]                                            |
| rjavi lunj            |                            | prelet        | [ 8 ]                                            |
| pepelasti lunj        |                            | prelet        | [ 8 ]                                            |
| močvirski lunj        |                            | prelet        | [ 8 ]                                            |
| rdečenoga postovka    |                            | prelet        | [ 8 ]                                            |
| duplar                |                            | gnezdi        | [ 8 ]                                            |
| grivar                |                            | gnezdi        | [ 8 ]                                            |
| divja grlica          |                            | neznano       | [ 8 ]                                            |
| planinski hudournik   |                            | neznano       | [ 8 ]                                            |
| hudournik             |                            | gnezdi        | [ 8 ]                                            |
| čebelar               |                            | prelet        | [ 8 ]                                            |
| vijeglavka            |                            | gnezdi        | [ 8 ]                                            |
| zelena žolna          |                            | gnezdi        | [ 8 ]                                            |
| veliki detel          |                            | gnezdi        | [ 8 ]                                            |
| mali detel            |                            | gnezdi        | [ 8 ]                                            |
| velika bela čaplja    |                            | prelet        | [ 8 ]                                            |
| belorepec             |                            | prelet        | [ 8 ]                                            |
| sredozemski sokol     |                            | prelet        | [ 8 ]                                            |
| sokolič               |                            | zimski gost   | [ 8 ]                                            |
| jerebica              |                            | gnezdi        | [ 8 ]                                            |
| mokož                 |                            | prelet        | [ 8 ]                                            |
| žerjav                |                            | prelet        | [ 8 ]                                            |
| rumenonogi galeb      |                            | prelet        | [ 8 ]                                            |
| lesna sova            |                            | gnezdi        | prisotna na obrobju Snežniške planote            |
| mestna lastovka       |                            | gnezdi        | [ 8 ]                                            |
| kmečka lastovka       |                            | gnezdi        | [ 8 ]                                            |
| vriskarica            |                            | zimski gost   | prisotna med vrhoma Snežnika                     |
| planinska pevka       |                            | zimski gost   | [ 8 ]                                            |
| siva pevka            |                            | gnezdi        | prisotna vse do vrha Snežnika                    |
| taščica               |                            | gnezdi        | [ 8 ]                                            |
| pogorelček            |                            | prelet        | [ 8 ]                                            |
| prosnik               |                            | gnezdi        | [ 8 ]                                            |
| kos                   |                            | gnezdi        | [ 8 ]                                            |
| brinovka              |                            | zimski gost   | [ 8 ]                                            |
| cikovt                |                            | gnezdi        | [ 8 ]                                            |
| carar                 |                            | gnezdi        | [ 8 ]                                            |
| mlinarček             |                            | gnezdi        | prisoten v ruševju pod vrhom Snežnika            |
| rjava penica          |                            | gnezdi        | [ 8 ]                                            |
| vrtna penica          |                            | gnezdi        | [ 8 ]                                            |
| črnoglavka            |                            | gnezdi        | prisotna v ruševju pod vrhom Snežnika            |
| vrbji kovaček         |                            | gnezdi        | zelo pogost v gozdovih in pod vrhom Snežnika     |
| rumenoglavi kraljiček |                            | gnezdi        | [ 8 ]                                            |
| rdečeglavi kraljiček  |                            | gnezdi        | [ 8 ]                                            |
| sivi muhar            |                            | gnezdi        | [ 8 ]                                            |
| črnoglavi muhar       |                            | prelet        | [ 8 ]                                            |
| dolgorepka            |                            | gnezdi        | [ 8 ]                                            |
| močvirska sinica      |                            | gnezdi        | [ 8 ]                                            |
| gorska sinica         |                            | gnezdi        | [ 8 ]                                            |
| čopasta sinica        |                            | gnezdi        | [ 8 ]                                            |
| menišček              |                            | gnezdi        | [ 8 ]                                            |
| plavček               |                            | gnezdi        | [ 8 ]                                            |
| velika sinica         |                            | gnezdi        | [ 8 ]                                            |
| dolgoprsti plezalček  |                            | gnezdi        | [ 8 ]                                            |
| šoja                  |                            | gnezdi        | [ 8 ]                                            |
| ščinkavec             |                            | gnezdi        | [ 8 ]                                            |
| pinoža                |                            | zimski gost   | [ 8 ]                                            |
| grilček               |                            | gnezdi        | [ 8 ]                                            |
| zelenec               |                            | gnezdi        | [ 8 ]                                            |
| lišček                |                            | gnezdi        | [ 8 ]                                            |
| čižek                 |                            | zimski gost   | [ 8 ]                                            |
| krivokljun            |                            | gnezdi        | [ 8 ]                                            |
| kalin                 |                            | gnezdi        | [ 8 ]                                            |
| dlesk                 |                            | gnezdi        | [ 8 ]                                            |
| plotni strnad         |                            | gnezdi        | [ 8 ]                                            |
| vrtni strnad          |                            | gnezdi        | [ 8 ]                                            |

## Regijski park Snežnik
Predvideni regijski park naj bi obsegal dele osmih občin: Bloke, Cerknica, Ilirska Bistrica, Logatec, Loška dolina, Loški potok, Pivka in Postojna.
Na območju predvidenega parka so številne ogrožene in endemične vrste rastlin, redke in endemične vrste živali, klasična nahajališča živali ter edina gnezdišča v Sloveniji.
Površina predvidenega parka je približno 1000 km², na tem območju živi 12.000 ljudi v 100 vaseh.
Zato, ker je bilo treba ščititi naravno okolje, je bilo območje Malega in Velikega Snežnika leta 1964 razglašeno za naravni rezervat.

## Zgodovinske in kulturne značilnosti
Snežnik se omenja že pri rimskih piscih, Mons Albius (Bela gora). Valvasor Snežnik omenja kot mogočno markantno goro.
Na skrajnem jugozahodu Loške doline stoji odlično ohranjen grad Snežnik prvič omenjen leta 1268. V gradu se nahaja zbirka stilnega pohištva iz 18. in 19. stoletja, v bližini gradu je tudi muzej z lovsko in polharsko zbirko.
Ko se je narastla potreba po oglju in lesu, so nastala začasna gozdarska naselja Sviščaki, Mašun in Leskova dolina. V Leskovi dolini so leta 1873 ustanovili tovarno za suho destilacijo bukovega lesa.
Iz časa med obema svetovnima vojnama so po planoti raztreseni ostanki italijanskih kasarn in bunkerjev ko je tu potekala italijansko-jugoslovanska meja, določena po rapalski pogodbi.
Čez Snežnik poteka Evropska pešpot E-6.

## Unescova dediščina
Na 41. zasedanju Unescove svetovne dediščine, ki se je odvijalo v Krakovu na Poljskem med 2. in 12. julijem 2017 je bil del Snežnik (Ždrocle)(45°57′27″N 14°46′41″E / 45.95750°N 14.77806°E) dodan kot čezmejna razširitev območja svetovne dediščine »prvotnih bukovih gozdov Karpatov in drugih regij Evrope« (Nemčija, Slovaška, Ukrajina) (Primeval Beech Forests of the Carpathians and Other Regions of Europe), ki se sedaj razteza čez 12 držav (Albanija, Avstrija, Belgija, Bolgarija, Hrvaška, Nemčija, Italija, Poljska, Romunija, Slovaška, Slovenija, Španija, Ukrajina).